# Ellsworth Huntington

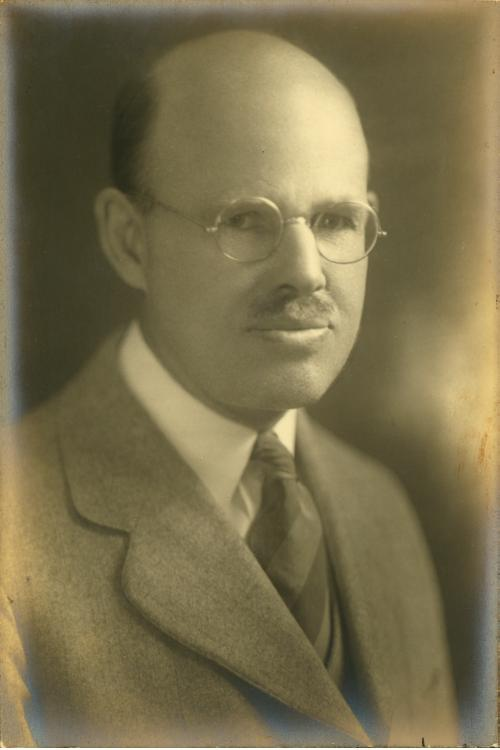
Ellsworth Huntington

Ellsworth Huntington (16 september 1876 - 17 oktober 1947) was een Amerikaans geograaf.

## Levensloop
Huntington werd geboren in Galesburg, (Illinois) als zoon van een predikant (Henry Strong Huntington). In 1889 verhuisde de familie naar Milton, Massachusetts, een welvarende voorstad van Boston. Daar volgde Huntington  het onderwijs op de openbare high school. Hoewel hij slaagde voor het toelatingsexamen voor Harvard, ging hij door het ontbreken van voldoende financiële middelen naar het Beloit College. Hij studeerde er van 1893-1897.
Na afronding van zijn studie vertrok Huntington naar Turkije waar hij een aanstelling had gekregen bij het Eufraatcollege, een zendingsschool in Harput. In 1901 keerde hij terug naar de Verenigde Staten om fysische geografie te gaan studeren bij William Morris Davis aan Harvard. Met Davis verrichtte hij veldwerk in Utah en Arizona. In 1903 participeerde in een grote expeditie naar Centraal-Azië onder leiding van Raphael Pumpelly (1903-1904). In de periode 1905-1906 nam hij deel aan een mede door de Association of American Geographers gefinancierde expeditie naar de  Himalaya en het Tarim Bekken. Deze expedities leverden belangrijk materiaal voor zijn ideeën over de relatie tussen klimaatveranderingen en menselijke activiteit. De in deze gebieden aanwezige overblijfselen van oude beschavingen waren voor Huntington een duidelijk bewijs van de effecten van verwoestijning op de ontwikkeling van de beschaving. Hij publiceerde zijn bevindingen in ‘The Pulse of Asia’ in 1907.
Terug in de Verenigde Staten werkte Huntington aan zijn Ph.D, maar hij werd in 1907 door de examencommissie afgewezen onder meer omdat men zijn klimatologische kennis onvoldoende achtte. Later verleende men hem in 1909 alsnog een Ph.D op basis van zijn tot dan toe gepubliceerde werken. In 1910 werd hij benoemd tot assistant professor, maar omdat zijn verzoek tot hoogleraar benoemd te worden niet werd ingewilligd, verliet hij de universiteit en zorgde met het schrijven van studieboeken voor zijn levensonderhoud.
In de Eerste Wereldoorlog was Huntington werkzaam bij de militaire inlichtingendienst. Na deze oorlog keerde hij terug naar de Yale University als onderzoeker met de rang van hoogleraar. Hij bleef aan deze universiteit verbonden tot 1945.
Huntington was in 1917 president van de Ecological Society of America en in 1923 president van de Association of American Geographers. Van 1934 tot 1938 was hij president van de American Eugenics Society.
Huntington publiceerde als auteur en co-auteur 28 boeken, hij leverde bijdragen voor nog eens 30 boeken en hij schreef 240 artikelen in wetenschappelijke en populair-wetenschappelijke tijdschriften. Zijn opvattingen over de relatie tussen klimaat en menselijke activiteiten zijn het best bekend geworden door de publicatie van ‘The Pulse of Asia’ (1907), ‘Civilization and Climate’ (1915) en ‘The Mainsprings of Civilization’ (1945). Eigenlijk had het laatste boek nog een vervolg moeten krijgen (‘The Pace of History’), maar zijn dood in 1947 verhinderde dat. De drie in manuscriptvorm gereed gekomen hoofdstukken voor dit boek werden later alsnog gepubliceerd.

## Opvattingen
Huntingtons opvattingen worden algemeen gezien als uitgesproken voorbeelden van het fysisch-geografisch determinisme. Hij bereikte door tot de verbeelding sprekende generalisaties een groot publiek. Hij was ervan overtuigd dat geografische kennis onontbeerlijk was voor het verwerven van historisch inzicht. Volgens hem waren vooral klimaatveranderingen verantwoordelijk voor de ontwikkeling van de beschaving. Hij was verder erg geïnteresseerd in de relatie tussen weersomstandigheden (temperatuur, wind en vochtigheidsgraad) en de menselijke activiteit.

### The Pulse of Asia
Tussen 1903 en 1906 deed Huntington veldwerk in Turkestan. Hij legde een direct verband tussen de klimaatveranderingen in Centraal-Azië en de ontwikkeling van de beschaving. Klimaatverandering (en met name verdroging) was de verklarende factor voor oorlogen en omvangrijke bevolkingsmigraties. Door het verdrogingsproces werden de nomaden uit het centrum van Centraal-Azië verdreven naar de randen. Aan het einde van dit boek formuleerde Huntington zijn klimaathypothese van de geschiedenis. Hij stelde dat de mens steeds onder dezelfde specifieke klimatologische condities de grootste vooruitgang boekte.

### Civilization and Climate
In de lente van 1914 begon Huntington met het schrijven van zijn Civilization and Climate. Hij formuleerde als centrale hypothese in dit werk:
“Today a certain peculiar type of climate prevails wherever civilization is high. In the past the same type seems to have prevailed wherever a great civilization arose. Therefore, such a climate seems to be a necessary condition of great progress” (p. 9)
Hij had onderzoek gedaan naar de relatie tussen veranderingen in de dagelijkse weersomstandigheden en de arbeidsprestatie per tijdseenheid van arbeiders in New Haven, New Britain en Bridgeport in Connecticut, van arbeiders in zuidelijker gelegen steden van Virginia en Florida en van studenten van militaire opleidingen in Annapolis en West Point. Hij stelde vast dat een gemiddelde temperatuur tussen 15,5 °C en 18,3 °C de optimale waarde was voor fysieke activiteiten, met andere woorden gematigde klimaten met enige afwisseling in de heersende condities zijn het meest gunstig voor de ontwikkeling van een hoge beschaving. Op basis van deze en andere gegevens construeerde Huntington een wereldkaart waarop aangegeven werd hoe de menselijke energie over de aarde gespreid zou zijn als de bewoners op dezelfde manier op klimaatcondities zouden reageren als de inwoners van de Verenigde Staten.
Het vaststellen van de relatie tussen de spreiding van menselijke energie en de graad van beschaving beschouwde Huntington als de kroon op zijn onderzoek. Hij vroeg 213 personen uit 27 landen hem te helpen een kaart te maken van de spreiding van  beschavingskenmerken die naar zijn idee verantwoordelijk waren voor een hoog beschavingsniveau. Tot deze kenmerken rekende hij onder meer het vermogen initiatieven te ontwikkelen en nieuwe ideeën te genereren, de macht om andere rassen te leiden en te controleren en een hoge morele standaard. Weliswaar konden statistieken geraadpleegd worden, maar zo betoogde Huntington, een persoonlijk oordeel van professionals was toch de beste bron (p. 150). Onder deze professionals waren geografen, etnologen, bestuursambtenaren, diplomaten, missionarissen en zakenmensen. De door Huntington aangewezen beschavingen werden door zijn respondenten geordend in vier groepen op basis van score op een schaal van 1-10.
Huntington vergeleek de wereldkaart met de spreiding van de beschavingsniveaus met die van de spreiding van de menselijke energie en stelde een grote mate van overeenstemming vast. De landen met het hoogste beschavingsniveau werden met name  aangetroffen in de gematigde klimaatzones van Noord-Amerika en Europa.
In latere publicaties publiceerde Huntington herziene versies van deze kaarten, het laatst in ‘Mainsprings of Civilization’ in 1945.

### Climatic Changes: Their Nature and Causes
In 1922 en 1923 publiceerde Huntington speculatieve opvattingen over de relatie tussen zonneactiviteit en klimaatverandering. Hij deed dit in twee boeken (‘Climatic Changes: Their Nature and Causes’ en ‘Earth and Sun: An Hypothesis of Weather and Sun Spots’). Zelfs de biologische evolutie werd volgens hem tot op zekere hoogte beïnvloed door de zon en planeten via elektromagnetische straling.
Heel zijn leven vond Huntington veel gehoor bij een breed publiek, maar tegelijk veel kritiek uit wetenschappelijke kringen. Zijn generalisaties werden ongefundeerd gevonden en klimatologen verweten hem de klimatologie in een verkeerd daglicht te stellen.
- Bibsys: 90622789
- Bibliothèque nationale de France: cb12292513v (data)
- CiNii: DA01735636
- Gemeinsame Normdatei: 117070092
- International Standard Name Identifier: 0000 0001 0907 2973
- Library of Congress Control Number: n50029706
- Bibliotheek van het Japanse parlement: 00522793
- Nationale Bibliotheek van Tsjechië: vse2008476892
- Nationale bibliotheek van Australië: 35214849
- Nationale Bibliotheek van Israël: 987007262856905171
- Nationale Bibliotheek van Polen: a0000002084082
- Nederlandse Thesaurus van Auteursnamen: 071518576
- Istituto Centrale per il Catalogo Unico: UFIV119862
- SNAC: w6mg87p4
- Système universitaire de documentation: 03177198X
- Trove: 868512
- Virtual International Authority File: 61610549
- WorldCat: E39PBJjHfVcmkRF3X6gQxJkJjC